# Iglesia de San Eleuterio (Atenas)
La iglesia de San Eleuterio (Άγιος Ελευθέριος), también conocida como Mikri Mitropoli (griego: Μικρή Μητρόπολη, la «pequeña catedral», aunque nunca fue una catedral) o Panagia Gorgoepikoos (Παναγία Γοργοεπίκοος, «Panagia que concede rápidamente las peticiones»), es una iglesia de estilo bizantino localizada en la plaza Mitropolis, cerca de la Catedral Metropolitana de Atenas (Megali Mitropoli, la «Gran catedral») en Atenas). Su construcción se remonta a inicios del siglo XIII.

## Historia y datación
La iglesia está construida sobre las ruinas de un templo antiguo dedicado a la diosa Ilitía. En el pasado se propusieron diferentes fechas para su construcción, desde el siglo IX bajo la emperatriz Irene de Atenas al siglo XIII. Hasta hace poco, la opinión generalizada entre los estudiosos, especialmente en Grecia, la atribuían a la época de Miguel Coniates como metropolitano de Atenas, en el paso al siglo XIII. Sin embargo, la Pequeña Catedral difiere considerablemente de otras iglesias bizantinas del mismo período en Atenas, y de hecho en cualquier otro lugar; aunque sigue el típico estilo en cruz inscrita, esto es, únicamente, casi enteramente construida con spolia reutilizados de otras iglesias anteriores, que van desde la Antigüedad clásica hasta los siglos XII e incluso XIII, lo cual descarta una fecha anterior de construcción. La historiadora Bente Kiilerich señaló más aún, que durante su visita a Atenas en 1436, el anticuario Ciriaco de Ancona menciona una de las inscripciones de los spolia de la iglesia como que quedaba en el antiguo ágora de Atenas, esto es, lejos de su actual ubicación. Esto sugiere que la iglesia se construyó después del año 1436. Kiilerich sugiere una fecha de principios de la era otomana para la iglesia, quizás relacionada con la toma de la antigua catedral de la ciudad, la Theotokos Atheniotissa en el Partenón—por los turcos y su conversión en una mezquita.
Originalmente dedicada a la Panagia Gorgoepikoos por un milagroso icono de la Virgen María que se guardaba allí, adquirió el nombre de «Pequeña catedral» porque se ubicaba dentro de los límites de la residencia del metropolitano de Atenas. Después de la guerra de independencia griega, la iglesia fue abandonada. Desde 1841 albergó la biblioteca pública de Atenas hasta 1863, cuando se consagró de nuevo como iglesia, primero a Cristo el Salvador, y luego a san Eleuterio. En 1856, la iglesia pasó por restauraciones para devolverle su estado original, en la que se eliminaron las adiciones más recientes, como un campanario.

## Descripción
La iglesia tiene una típica planta bizantina, siendo una iglesia en cruz inscrita, con tres naves siendo la central más alta que las laterales. La cúpula octogonal se apoyaba originalmente en cuatro columnas, pero fueron reemplazadas en el siglo XIX por pilares. Es una estructura pequeña, de solo 7,6 metros (24,9 pies) de largo y 12,2 metros (40,0 pies) de ancho. Los muros están construidos exclusivamente con spolia de mármol reutilizados, comprendiendo mampostería sin decoración hasta la altura de las ventanas, y presentando un total de noventa esculturas sobre eso; este rasgo convierte a esta iglesia en algo único entre la arquitectura religiosa bizantina. A diferencia de lo que era una práctica común en la arquitectura bizantina contemporánea, no se usó ladrillo, salvo para la cúpula. Su interior estuvo originalmente decorado por completo con frescos, pero hoy solo ha sobrevivido uno: una imagen de la Panagia sobre el ábside de acceso.

## Galería

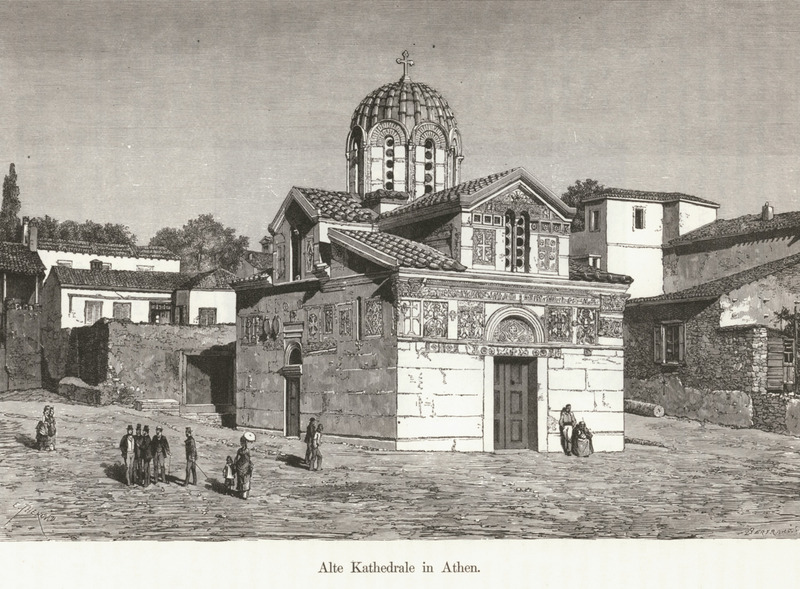
Foto de 1887
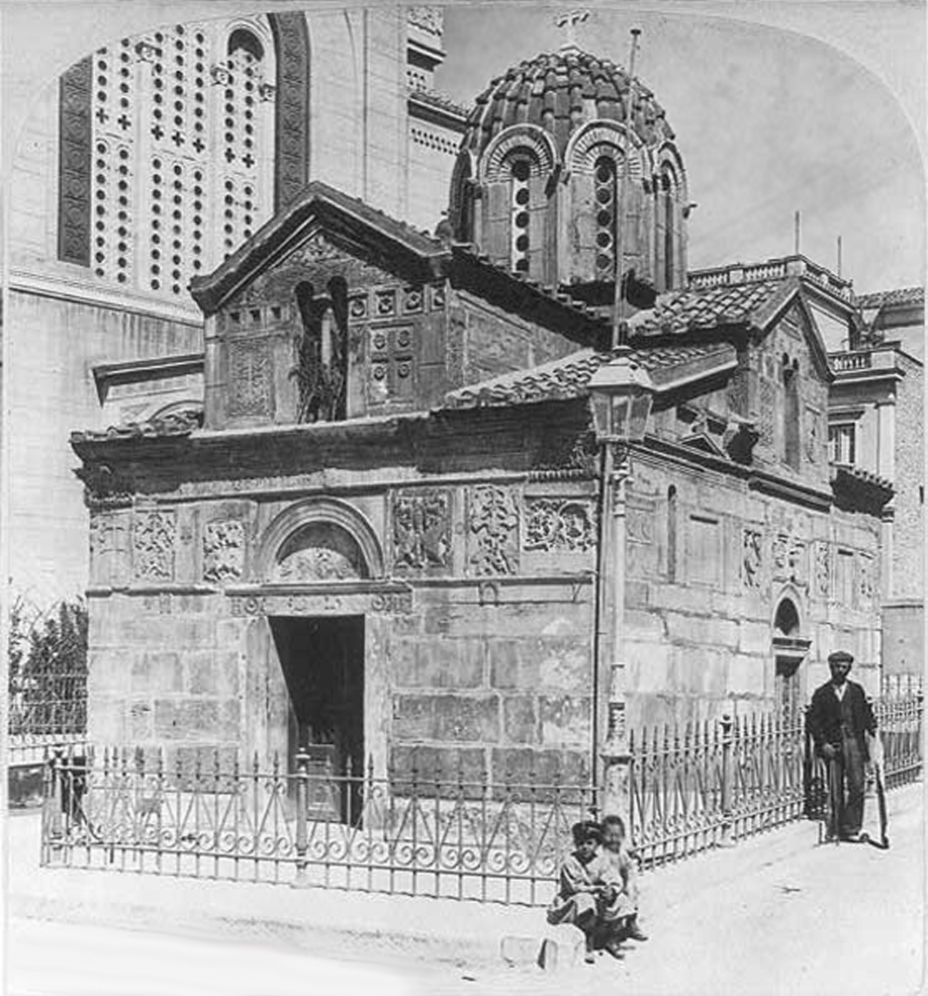
Foto de 1901
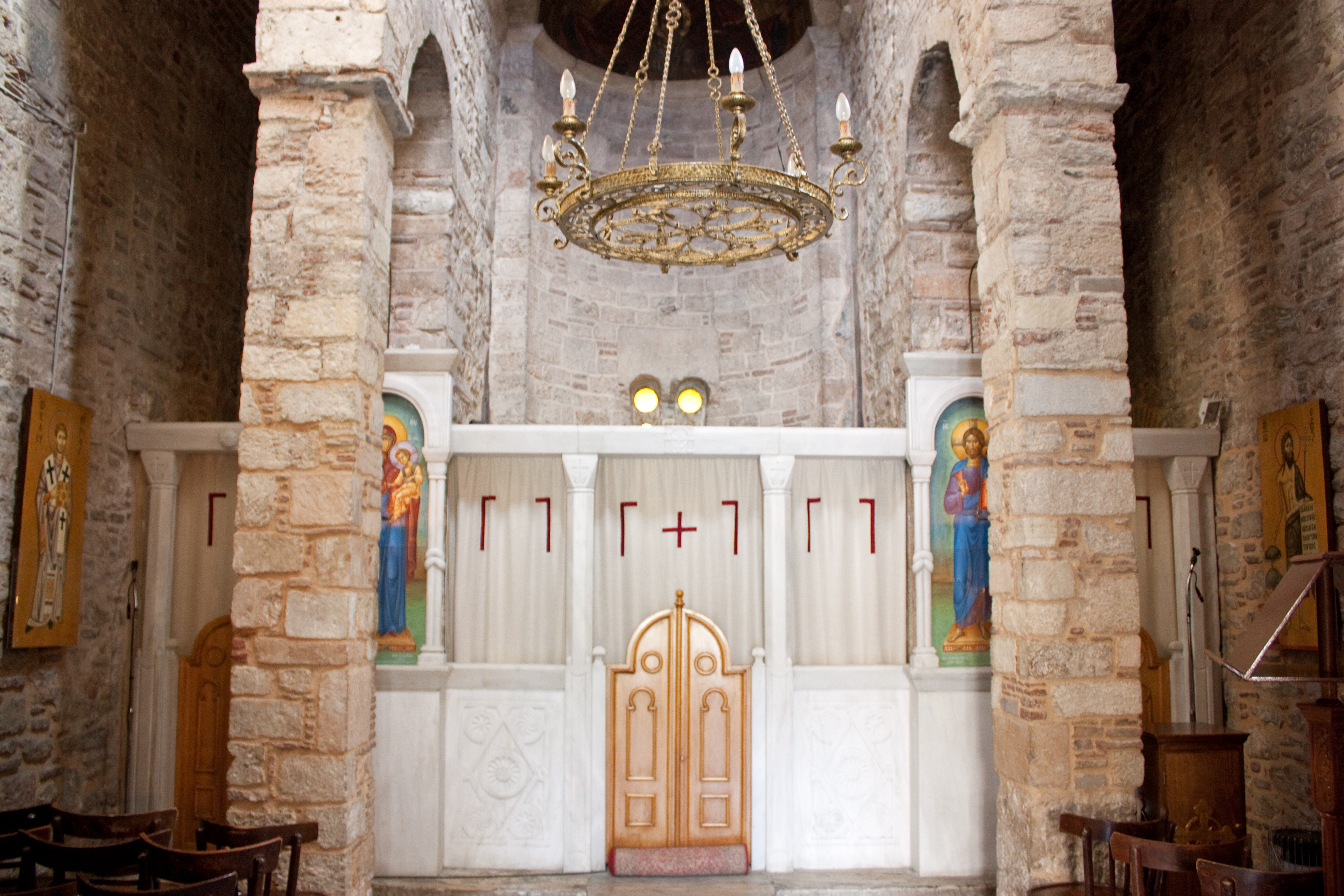
Interior
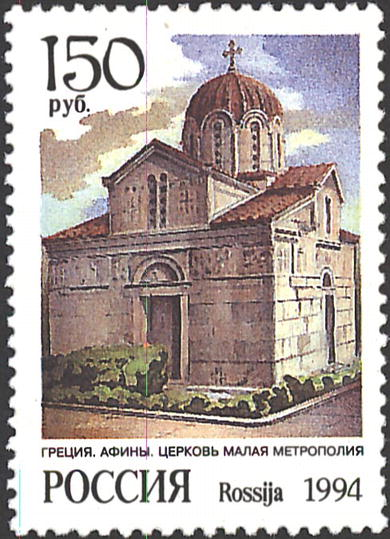
La iglesia en un sello ruso de 1994